# Podhled (strop)

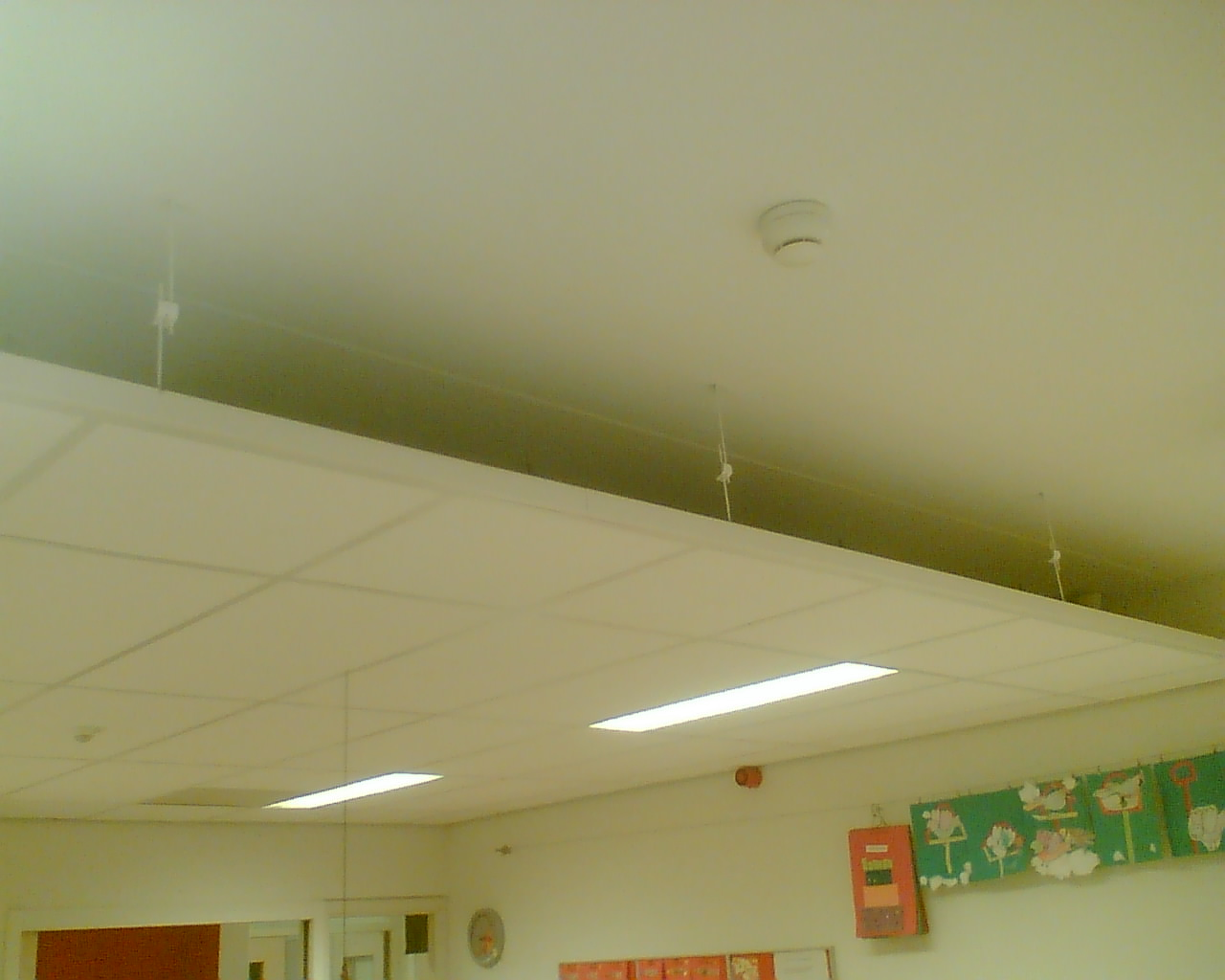
Hotový zavěšený podhled

Podhled je v obecném významu spodní plocha vodorovné (stropní) nebo šikmé (schodišťové, střešní) nosné konstrukce stavby. Viditelné části této plochy jsou zpravidla upravovány tak, aby působily esteticky. Nejčastějšími úpravami jsou omítky, nátěry a obklady. Jsou-li na stropě upevněny potrubní rozvody a elektrické kabely, pak je často potřeba je zakrýt či ochránit před požárem. Provádí se to samostatnou konstrukcí, které říkáme podhledová konstrukce, zjednodušeně podhled.
Podhledy musí vždy splňovat mechanické (statické) požadavky bezpečnosti.
 Další požadavky, které rozhodují o volbě materiálů, umístění ve stavbě a konstrukci podhledu jsou:
- Estetické požadavky
- Akustické požadavky
- Požadavky požární bezpečnosti
- Světelně technické požadavky
- Tepelně technické požadavky (méně často)

## Složení zavěšené podhledové konstrukce

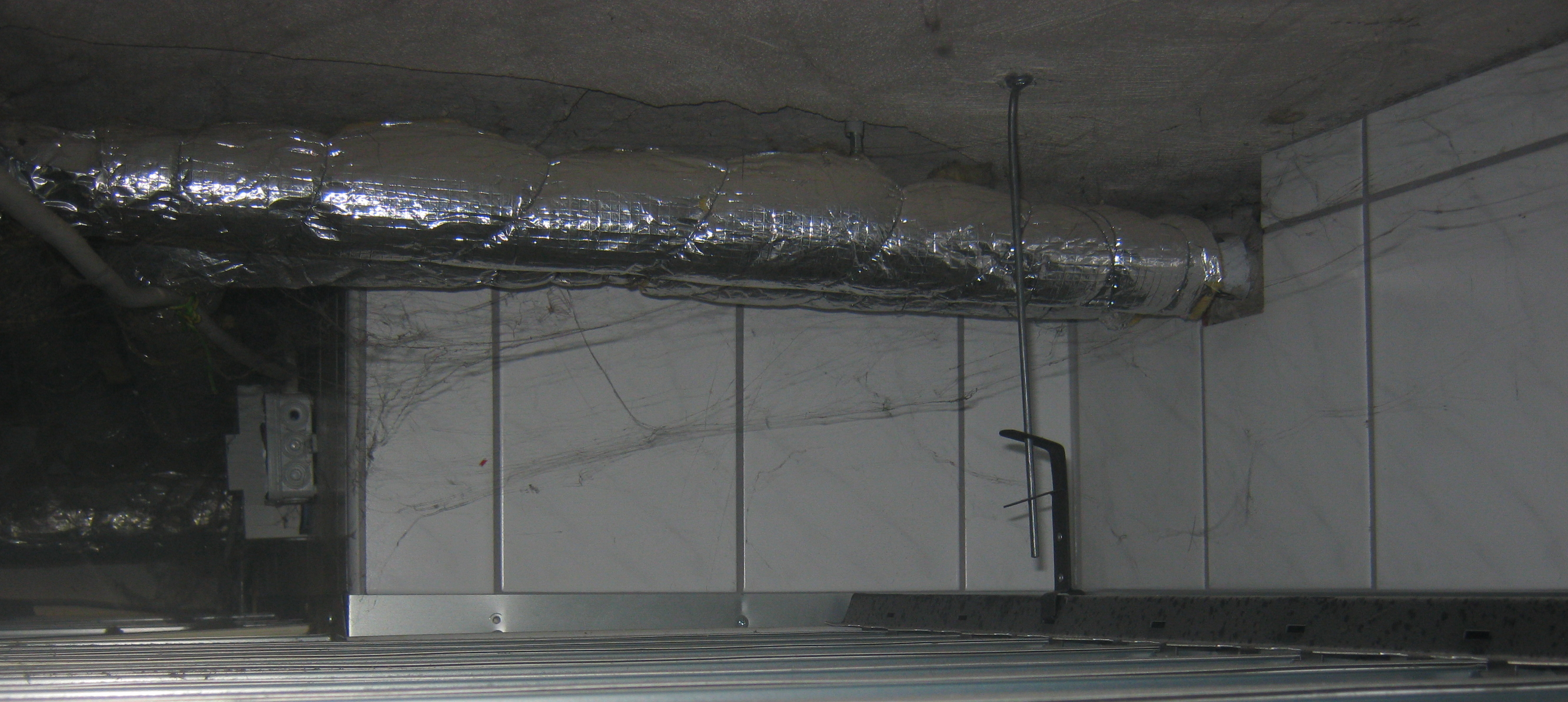
Podhled s rektifikovatelným závěsem

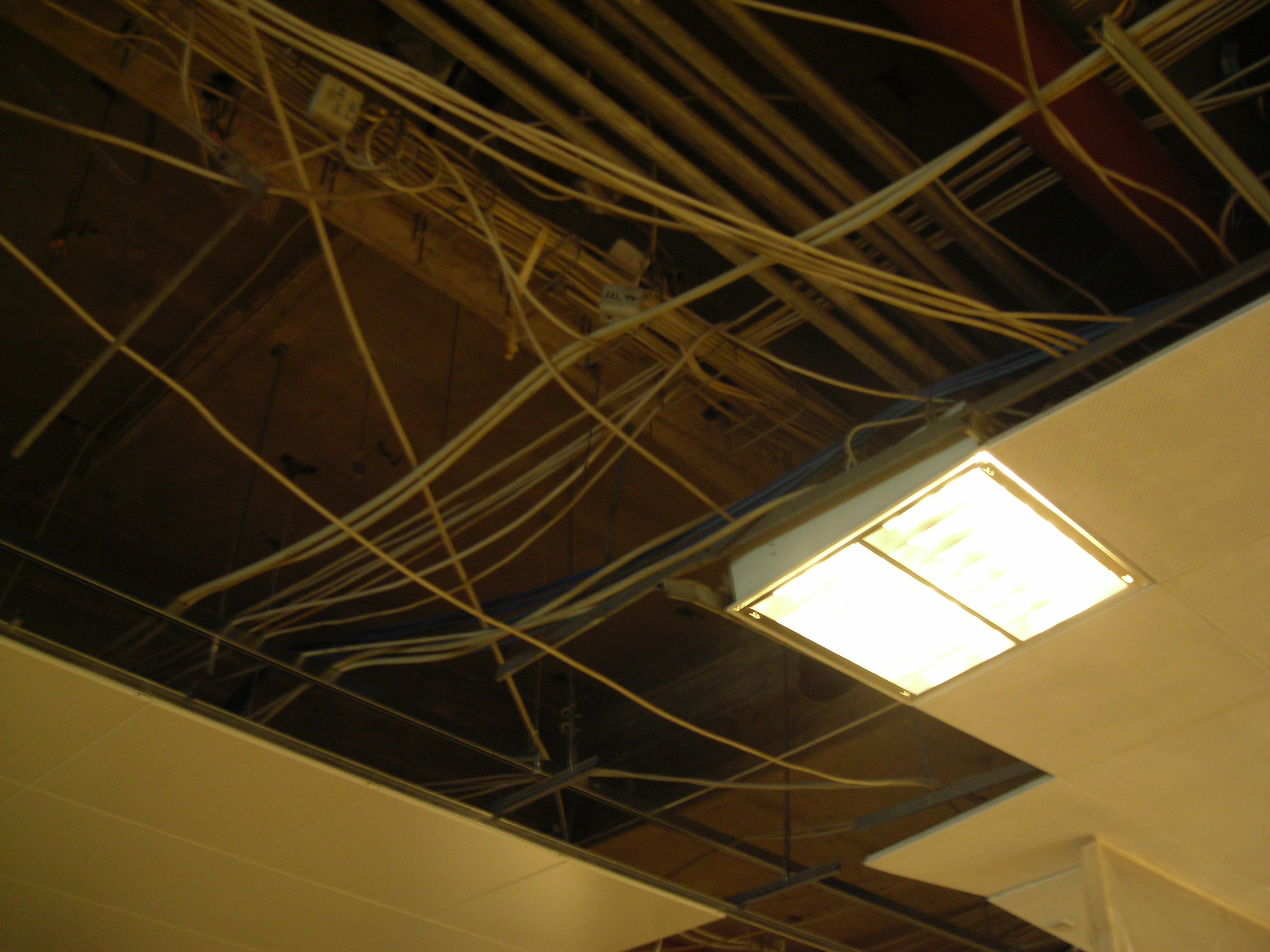
Rozebraný podhled s odkrytými prvky konstrukce

### Kotvení
Kotvením rozumíme připevnění podhledu k nosným částem stavební konstrukce. Volba způsobu kotvení je odvislá od materiálu nosné konstrukce. Do železobetonových stropů jsou podhledy kotveny hmoždinkami různých typů, nebo jsou připevňovány do prvků, které jsou osazeny do bednění před zabetonováním. K připevnění podhledu do dřevěných konstrukcí slouží hřebíky nebo vruty.
 Obklady, tj. podhledy které se umísťují přímo na strop, se obvykle lepí, případně se lepí a přikotvují.

### Závěsy
Závěsy jsou prvky, na kterých je podhledová konstrukce zavěšena. Nejčastěji jsou vyráběny z oceli s různou povrchovou úpravou. Závěsy by měly umožnit rektifikaci zavěšované konstrukce do určené roviny. Délka závěsů odvisí od potřebné světlé výšky dutiny mezi spodním lícem nosné konstrukce a zavěšeným podhledem.

### Nosná kostra, nosný rošt
Nosná kostra je nejčastěji provedena z ocelových, nebo lehčích hliníkových nosníků (profilů).

### Plášť
Na nosnou konstrukci se připevňují prvky pláště, které mohou mít formu desek, rovných či tvarovaných kazet, nebo také lamel. Vytváří se tak bezesparé podhledové desky, nebo skládané podhledy kazetové nebo lamelové (ty jsou nejvíce užívány u akustických podhledů).
Pro výrobu prvků pláště se používá sádrokarton, tvrzený polyuretan, dřevotřískové desky, minerální desky, ocelové nebo hliníkové plechy.

### Doplňky (příslušenství)
Podhledy doplňují obvykle plochá osvětlovací tělesa, mřížky vzduchotechniky, hlásiče požáru aj.

## Napínaný stropní podhled
Zvláštním druhem velmi lehkého podhledu jsou napínané podhledy. Jedná se o pevnou fólii, na jejímž okraji je připájená plastová lišta. V prostorách a podhledem se po obvodu připevní ke zdi hliníkové profily a fólie se pomocí lišt na okrajích začne upevňovat do profilů. Vzniká tak efektní bezesparý podhled.